# Hannescamps New Military Cemetery
Hannescamps New Military Cemetery is een Britse militaire begraafplaats met gesneuvelden uit de Eerste Wereldoorlog, gelegen in het Franse dorp Hannescamps (departement Pas-de-Calais). De begraafplaats ligt in het dorpscentrum naast de kerk aan de Rue de l'Église. Ze werd ontworpen door Wilfred Von Berg. Het terrein heeft de vorm van een parallellogram met een oppervlakte van ruim 640 m² en wordt omsloten door een bakstenen muur. Het Cross of Sacrifice staat vooraan aan de toegang tussen twee trapjes. De begraafplaats wordt onderhouden door de Commonwealth War Graves Commission.
Er liggen 102 doden begraven waaronder 19 niet geïdentificeerde.
Deze begraafplaats ligt naast het kerkhof van Hannescamps waar ook nog 21 Britten begraven liggen.

## Geschiedenis
Tot juni 1916 en opnieuw in 1918 lag Hannescamps net achter de geallieerde frontlijn. De begraafplaats werd in maart 1916 aangelegd en gebruikt tot februari 1917. Bij begin van het Duitse lenteoffensief in maart 1918 werd ze opnieuw in gebruik genomen. Na de wapenstilstand werden nog 30 slachtoffers uit de onmiddellijke omgeving naar hier overgebracht.
Er liggen nu 101 Britten en 1 Indiër begraven. Er zijn 19 niet geïdentificeerde slachtoffers. Voor 1 Brit werd een Special Memorial opgericht omdat zijn graf niet meer gelokaliseerd kon worden en men vermoedt dat hij zich onder een naamloos graf bevindt. 

## Onderscheiden militairen
- sergeant C. W. Bradford, korporaal Frank Parsons en soldaat John O'Brien werden onderscheiden met de Military Medal (MM).